# Rebutia fulviseta
Rebutia fulviseta ist eine Pflanzenart in der Gattung Rebutia aus der Familie der Kakteengewächse (Cactaceae). Das Artepitheton fulviseta leitet sich von den lateinischen Worten fulvus für ‚gelblichbraun‘ sowie seta für ‚Borste‘ ab und verweist auf die Bedornung der Art.

## Beschreibung
Rebutia fulviseta wächst einzeln oder gruppenbildend mit kugelförmigen bis kurz zylindrischen, dunkelgrünen Körpern. Die Körper erreichen bei Durchmessern von 1 Zentimetern Wuchshöhen von 1,5 Zentimetern und haben Faserwurzeln. Die bis zu  16 Rippen sind spiralförmig angeordnet und deutlich in Höcker gegliedert. Die darauf befindlichen kreisrunden bis ovalen Areolen sind braun. Die Dornen sind gelblich bis rötlich braun, an den Spitzen etwas dunkler und an der Basis etwas verdickt. Die 1 bis 3 Mitteldornen sind abstehend und 6 bis 10 Millimeter lang. Die 10 bis 12 Randdornen sind ausgebreitet.
Die dunkelroten Blüten werden bis 2,5 Zentimeter lang und erreichen ebensolche Durchmesser. Die kugelförmigen Früchte sind dunkelrot und weisen Durchmesser von  bis zu 5 Millimetern auf.

## Verbreitung und Systematik
Rebutia fulviseta ist in Bolivien im Departamento Tarija und in Argentinien in der Provinz Salta in Höhenlagen von 2000 bis 2300 Metern verbreitet.
Die Erstbeschreibung durch Walter Rausch wurde 1970 veröffentlicht.

## Nachweise